# Westland Marathon 1969
De Westland Marathon 1969 werd gehouden op zaterdag 7 juni 1969. Het was de eerste editie van deze marathon.
De Nederlander Hans van Kasteren won de wedstrijd in 2:32.43. Hij had een grote voorsprong op de rest van het veld.
In totaal finishten er 40 van de 65 deelnemers. Er namen geen vrouwen deel aan de wedstrijd, want marathonwedstrijden voor vrouwen bestonden er in die tijd nog niet.

## Uitslag
| rang   | naam              | land | tijd    |
| ------ | ----------------- | ---- | ------- |
| Goud   | Hans van Kasteren | NED  | 2:32.43 |
| Zilver | Rudy Mol          | NED  | 2:37.58 |
| Brons  | A. Moser          | SUI  | 2:41.26 |
| 4      | Johan Kijne       | NED  | 2:42.28 |
| 5      | Jan Knippenberg   | NED  | 2:42.42 |
| 6      | J. Masselink      | NED  | 2:47.06 |
| 7      | Cees Clement      | NED  | 2:47.19 |
| 8      | D.J. van der Laan | NED  | 2:47.35 |
| 9      | J. Kraan          | NED  | 2:48.06 |
| 10     | H. Weusten        | NED  | 2:49.41 |

1969 ·
1970 ·
1971 ·
1972 ·
1973 ·
1974 ·
1975 ·
1976 ·
1977 ·
1978 ·
1979 ·
1980 ·
1981 ·
1982 ·
1983 ·
1984 ·
1985 ·
1986 ·
1987 ·
1988 ·
1989 ·
1990 ·
1991 ·
1992 ·
1993 ·
1994 ·
1995 ·
1996 ·
1997 ·
2014